# Stockholm Open
Stockholm Open, oficiálně BNP Paribas Nordic Open, je profesionální tenisový turnaj mužů hraný ve švédském hlavním městě Stockholmu. Založen byl v roce 1969 a od sezóny 2009 patří na okruhu ATP Tour do kategorie ATP Tour 250. Probíhá v říjnu či listopadu, jako jedna z posledních událostí sezóny, na tvrdém povrchu Kungligy tennishallen (Královské tenisové haly). Spolupořadatelem je Stockholmský královský tenisový klub. 
Stockholm Open je nejstarším halovým turnajem organizovaným Asociací tenisových profesionálů (ATP) a jediným, který se koná ve specializované tenisové hale.

## Historie
V březnu 1969 požádala organizace World Championship Tennis (WCT) prvního švédského grandslamového vítěze Svena Davidsona o zorganizování profesionálního turnaje v jeho zemi. Davidson a Hans-Åke Sturén se hlavní měrou podíleli na zrodu prvního velkého turnaje profesionálů ve Švédsku.

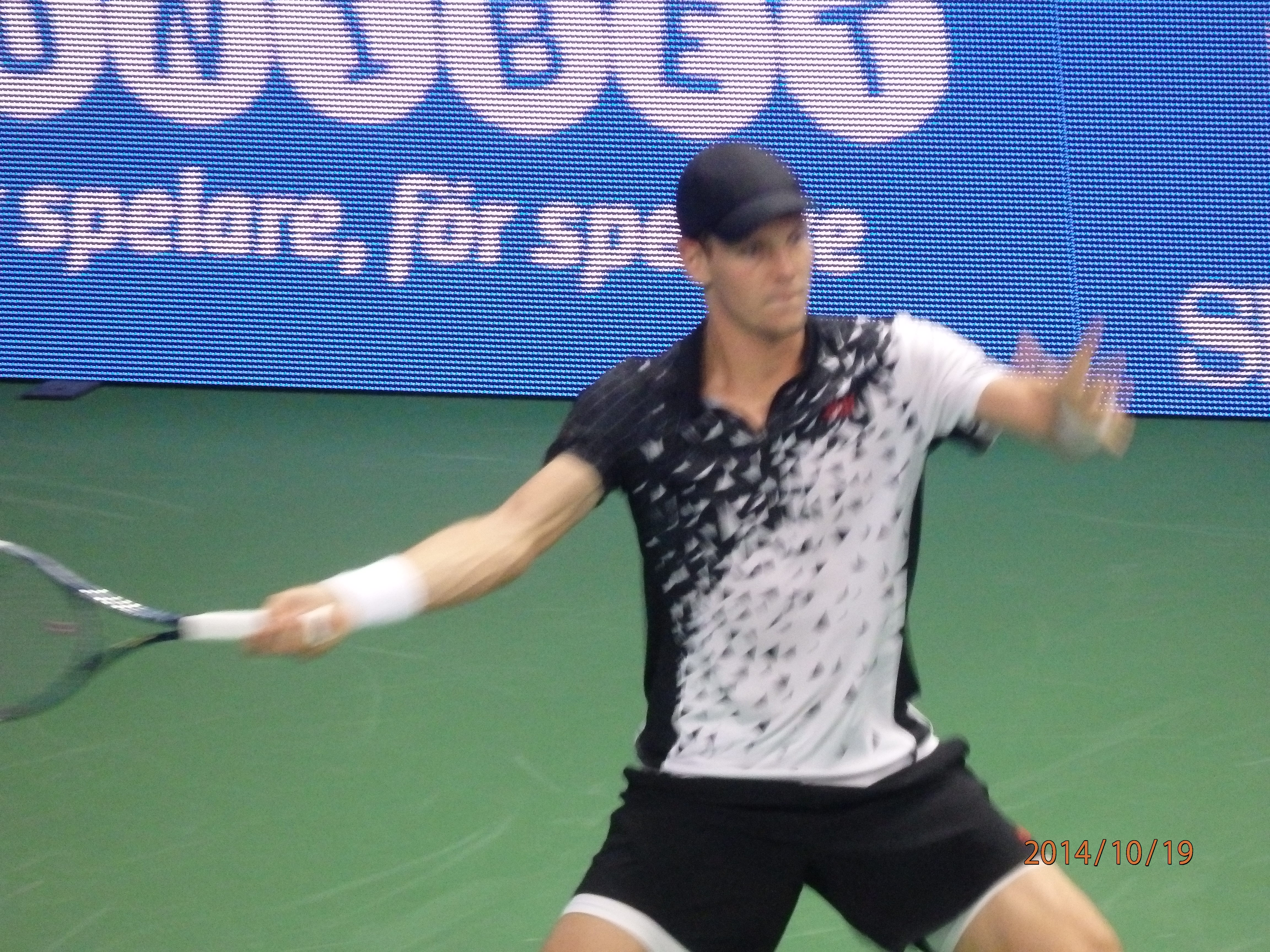
Tomáš Berdych vyhrál ročníky 2012, 2014 a 2015

V listopadu 1969 se odehrál úvodní ročník v královské tenisové hale – Kungliga tennishallen. Mezi lety 1970–1989 se turnaj konal na okruhu Grand Prix, s výjimkou sezóny 1971 na túře WCT. Ročníky 1975, 1979 a 1980 odehrály na koberci také ženy. V roce 1990 se turnaj začlenil do mistrovské série Championship Series, Single Week (Masters) nově založeného okruhu ATP pod vedením Asociace tenisových profesionálů. 
Pět ročníků 1989–1994 proběhlo ve stockholmské aréně Globen, než se v sezóně 1995 událost – s degradací do nižší kategorie ATP World Series – vrátila do Kungligy tennishallen. V rámci reorganizace kategorií se v roce 2009 turnaj stal součástí nástupnické kategorie ATP Tour 250. Ročník 2020 byl jako první zrušen kvůli pandemii covidu-19.
Do soutěže dvouhry nastupuje dvacet osm singlistů a čtyřhry se účastní šestnáct párů. Nejvyšší počet čtyř titulů ve dvouhře vyhrály bývalé světové jedničky, Američan John McEnroe a Němec Boris Becker. Prvním švédským vítězem se v roce 1980 stal Björn Borg. Nejstarším šampionem se v roce 2023 stal 37letý Francouz Gaël Monfils.

## Vývoj názvu turnaje
- 1969–1983: Stockholm Open
- 1984: Scandinavian Championships
- 1985–1999: Stockholm Open
- 2000: Scania Stockholm Open, partner Scania
- 2001–2016: If Stockholm Open, partner If P&C Insurance
- 2017–2019: Intrum Stockholm Open, partner Intrum
- 2021–2022: Stockholm Open
- od 2023: BNP Paribas Nordic Open, partner BNP Paribas[7]

## Přehled finále

### Mužská dvouhra
| Rok  | vítěz                             | finalista                         | výsledek                          |
| ---- | --------------------------------- | --------------------------------- | --------------------------------- |
| 1969 | Nikola Pilić                      | Ilie Năstase                      | 6–4, 4–6, 6–2                     |
| 1970 | Stan Smith                        | Arthur Ashe                       | 5–7, 6–4, 6–4                     |
| 1971 | Arthur Ashe                       | Jan Kodeš                         | 6–1, 3–6, 6–2, 1–6, 6–4           |
| 1972 | Stan Smith (2)                    | Tom Okker                         | 6–4, 6–3                          |
| 1973 | Tom Gorman                        | Björn Borg                        | 6–3, 4–6, 7–6(7–5)                |
| 1974 | Arthur Ashe (2)                   | Tom Okker                         | 6–2, 6–2                          |
| 1975 | Adriano Panatta                   | Jimmy Connors                     | 4–6, 6–3, 7–5                     |
| 1976 | Mark Cox                          | Manuel Orantes                    | 4–6, 7–5, 7–6                     |
| 1977 | Sandy Mayer                       | Raymond Moore                     | 6–2, 6–4                          |
| 1978 | John McEnroe                      | Tim Gullikson                     | 6–2, 6–2                          |
| 1979 | John McEnroe (2)                  | Gene Mayer                        | 6–7, 6–3, 6–3                     |
| 1980 | Björn Borg                        | John McEnroe                      | 6–3, 6–4                          |
| 1981 | Gene Mayer                        | Sandy Mayer                       | 6–4, 6–2                          |
| 1982 | Henri Leconte                     | Mats Wilander                     | 7–6(7–4), 6–3                     |
| 1983 | Mats Wilander                     | Tomáš Šmíd                        | 6–1, 7–5                          |
| 1984 | John McEnroe (3)                  | Mats Wilander                     | 6–2, 3–6, 6–2                     |
| 1985 | John McEnroe (4)                  | Anders Järryd                     | 6–1, 6–2                          |
| 1986 | Stefan Edberg                     | Mats Wilander                     | 6–2, 6–1, 6–1                     |
| 1987 | Stefan Edberg (2)                 | Jonas Svensson                    | 7–5, 6–2, 4–6, 6–4                |
| 1988 | Boris Becker                      | Peter Lundgren                    | 6–4, 6–1, 6–1                     |
| 1989 | Ivan Lendl                        | Magnus Gustafsson                 | 7–5, 6–0, 6–3                     |
| 1990 | Boris Becker (2)                  | Stefan Edberg                     | 6–4, 6–0, 6–3                     |
| 1991 | Boris Becker (3)                  | Stefan Edberg                     | 3–6, 6–4, 1–6, 6–2, 6–2           |
| 1992 | Goran Ivanišević                  | Guy Forget                        | 7–6(7–2), 4–6, 7–6(7–5), 6–2      |
| 1993 | Michael Stich                     | Goran Ivanišević                  | 4–6, 7–6(8–6), 7–6(7–3), 6–2      |
| 1994 | Boris Becker (4)                  | Goran Ivanišević                  | 4–6, 6–4, 6–3, 7–6(7–4)           |
| 1995 | Thomas Enqvist                    | Arnaud Boetsch                    | 7–5, 6–4                          |
| 1996 | Thomas Enqvist (2)                | Todd Martin                       | 7–5, 6–4, 7–6(7–0)                |
| 1997 | Jonas Björkman                    | Jan Siemerink                     | 3–6, 7–6(7–2), 6–2, 6–4           |
| 1998 | Todd Martin                       | Thomas Johansson                  | 6–3, 6–4, 6–4                     |
| 1999 | Thomas Enqvist (3)                | Magnus Gustafsson                 | 6–3, 6–4, 6–2                     |
| 2000 | Thomas Johansson                  | Jevgenij Kafelnikov               | 6–2, 6–4, 6–4                     |
| 2001 | Sjeng Schalken                    | Jarkko Nieminen                   | 3–6, 6–3, 6–3, 4–6, 6–3           |
| 2002 | Paradorn Srichaphan               | Marcelo Ríos                      | 6–7(2–7), 6–0, 6–3, 6–2           |
| 2003 | Mardy Fish                        | Robin Söderling                   | 7–5, 3–6, 7–6(7–4)                |
| 2004 | Thomas Johansson (2)              | Andre Agassi                      | 3–6, 6–3, 7–6(7–4)                |
| 2005 | James Blake                       | Paradorn Srichaphan               | 6–1, 7–6(8–6)                     |
| 2006 | James Blake (2)                   | Jarkko Nieminen                   | 6–4, 6–2                          |
| 2007 | Ivo Karlović                      | Thomas Johansson                  | 6–3, 3–6, 6–1                     |
| 2008 | David Nalbandian                  | Robin Söderling                   | 6–2, 5–7, 6–3                     |
| 2009 | Marcos Baghdatis                  | Olivier Rochus                    | 6–1, 7–5                          |
| 2010 | Roger Federer                     | Florian Mayer                     | 6–4, 6–3                          |
| 2011 | Gaël Monfils                      | Jarkko Nieminen                   | 7–5, 3–6, 6–2                     |
| 2012 | Tomáš Berdych                     | Jo-Wilfried Tsonga                | 4–6, 6–4, 6–4                     |
| 2013 | Grigor Dimitrov                   | David Ferrer                      | 2–6, 6–3, 6–4                     |
| 2014 | Tomáš Berdych (2)                 | Grigor Dimitrov                   | 5–7, 6–4, 6–4                     |
| 2015 | Tomáš Berdych (3)                 | Jack Sock                         | 7–6(7–1), 6–2                     |
| 2016 | Juan Martín del Potro             | Jack Sock                         | 7–5, 6–1                          |
| 2017 | Juan Martín del Potro (2)         | Grigor Dimitrov                   | 6–4, 6–2                          |
| 2018 | Stefanos Tsitsipas                | Ernests Gulbis                    | 6–4, 6–4                          |
| 2019 | Denis Shapovalov                  | Filip Krajinović                  | 6–4, 6–4                          |
| 2020 | zrušeno kvůli pandemii koronaviru | zrušeno kvůli pandemii koronaviru | zrušeno kvůli pandemii koronaviru |
| 2021 | Tommy Paul                        | Denis Shapovalov                  | 6–4, 2–6, 6–4                     |
| 2022 | Holger Rune                       | Stefanos Tsitsipas                | 6–4, 6–4                          |
| 2023 | Gaël Monfils (2)                  | Pavel Kotov                       | 4–6, 7–6(8–6), 6–3                |
| 2024 | Tommy Paul (2)                    | Grigor Dimitrov                   | 6–4, 6–3                          |

### Mužská čtyřhra
| Rok  | vítězové                               | finalisté                           | výsledek                          |
| ---- | -------------------------------------- | ----------------------------------- | --------------------------------- |
| 1969 | Roy Emerson Rod Laver                  | Andrés Gimeno Graham Stilwell       | 6–4, 6–2                          |
| 1970 | Arthur Ashe Stan Smith                 | Bob Carmichael Owen Davidson        | 6–0, 5–7, 7–5                     |
| 1971 | Stan Smith (2) Tom Gorman              | Arthur Ashe Bob Lutz                | 6–3, 6–4                          |
| 1972 | Tom Okker Marty Riessen                | Roy Emerson Colin Dibley            | 7–5, 7–6                          |
| 1973 | Jimmy Connors Ilie Năstase             | Bob Carmichael Frew McMillan        | 6–3, 6–7, 6–2                     |
| 1974 | Tom Okker (2) Marty Riessen (2)        | Bob Hewitt Frew McMillan            | 2–6, 6–3, 6–4                     |
| 1975 | Bob Hewitt Frew McMillan               | Charlie Pasarell Roscoe Tanner      | 3–6, 6–3, 6–4                     |
| 1976 | Bob Hewitt (2) Frew McMillan (2)       | Tom Okker Marty Riessen             | 6–4, 4–6, 6–4                     |
| 1977 | Tom Okker (3) Wojciech Fibak           | Brian Gottfried Raúl Ramírez        | 6–3, 6–3                          |
| 1978 | Tom Okker (4) Wojciech Fibak (2)       | Stan Smith Bob Lutz                 | 6–3, 6–2                          |
| 1979 | John McEnroe Peter Fleming             | Tom Okker Wojciech Fibak            | 6–4, 6–4                          |
| 1980 | Heinz Günthardt Paul McNamee           | Stan Smith Bob Lutz                 | 6–7, 6–3, 6–2                     |
| 1981 | Kevin Curren Steve Denton              | Sherwood Stewart Ferdi Taygan       | 6–7, 6–4, 6–0                     |
| 1982 | Jan Gunnarsson Mark Dickson            | Sherwood Stewart Ferdi Taygan       | 7–6, 6–7, 6–4                     |
| 1983 | Anders Järryd Hans Simonsson           | Johan Kriek Peter Fleming           | 6–3, 6–4                          |
| 1984 | Henri Leconte Tomáš Šmíd               | Vidžaj Amritraž Ilie Năstase        | 3–6, 7–6, 6–4                     |
| 1985 | Guy Forget Andrés Gómez                | Mike De Palmer Gary Donnelly        | 6–3, 6–4                          |
| 1986 | Sherwood Stewart Kim Warwick           | Pat Cash Slobodan Živojinović       | 6–4, 6–4                          |
| 1987 | Stefan Edberg Anders Järryd (2)        | Jim Grabb Jim Pugh                  | 6–3, 6–4                          |
| 1988 | Kevin Curren (2) Jim Grabb             | Paul Annacone John Fitzgerald       | 7–5, 6–4                          |
| 1989 | Jorge Lozano Todd Witsken              | Rick Leach Jim Pugh                 | 6–3, 5–7, 6–3                     |
| 1990 | Guy Forget Jakob Hlasek                | John Fitzgerald Anders Järryd       | 6–4, 6–2                          |
| 1991 | John Fitzgerald Anders Järryd (3)      | Tom Nijssen Cyril Suk               | 7–5, 6–2                          |
| 1992 | Todd Woodbridge Mark Woodforde         | Steve DeVries David Macpherson      | 6–3, 6–4                          |
| 1993 | Todd Woodbridge (2) Mark Woodforde (2) | Gary Muller Danie Visser            | 6–1, 3–6, 6–2                     |
| 1994 | Todd Woodbridge (3) Mark Woodforde (3) | Jan Apell Jonas Björkman            | 6–3, 6–4                          |
| 1995 | Jacco Eltingh Paul Haarhuis            | Grant Connell Patrick Galbraith     | 3–6, 6–2, 7–6                     |
| 1996 | Patrick Galbraith Jonathan Stark       | Todd Martin Chris Woodruff          | 7–6, 6–4                          |
| 1997 | Marc-Kevin Goellner Richey Reneberg    | Ellis Ferreira Patrick Galbraith    | 6–3, 3–6, 7–6                     |
| 1998 | Nicklas Kulti Mikael Tillström         | Chris Haggard Peter Nyborg          | 7–5, 3–6, 7–5                     |
| 1999 | Piet Norval Kevin Ullyett              | Jan-Michael Gambill Scott Humphries | 7–5, 6–3                          |
| 2000 | Mark Knowles Daniel Nestor             | Petr Pála Pavel Vízner              | 6–3, 6–2                          |
| 2001 | Donald Johnson Jared Palmer            | Jonas Björkman Todd Woodbridge      | 6–3, 4–6, 6–3                     |
| 2002 | Wayne Black Kevin Ullyett (2)          | Wayne Arthurs Paul Hanley           | 6–4, 2–6, 7–6(7–4)                |
| 2003 | Jonas Björkman Todd Woodbridge (4)     | Wayne Arthurs Paul Hanley           | 6–3, 6–4                          |
| 2004 | Fernando Verdasco Feliciano López      | Wayne Arthurs Paul Hanley           | 6–4, 6–4                          |
| 2005 | Wayne Arthurs Paul Hanley              | Leander Paes Nenad Zimonjić         | 5–3, 5–3                          |
| 2006 | Paul Hanley (2) Kevin Ullyett (3)      | Olivier Rochus Kristof Vliegen      | 7–6(7–2), 6–4                     |
| 2007 | Jonas Björkman (2) Max Mirnyj          | Arnaud Clément Michaël Llodra       | 6–4, 6–4                          |
| 2008 | Jonas Björkman (3) Kevin Ullyett (4)   | Johan Brunström Michael Ryderstedt  | 6–1, 6–3                          |
| 2009 | Bruno Soares Kevin Ullyett (5)         | Simon Aspelin Paul Hanley           | 6–4, 7–6(7–4)                     |
| 2010 | Eric Butorac Jean-Julien Rojer         | Johan Brunström Jarkko Nieminen     | 6–3, 6–4                          |
| 2011 | Rohan Bopanna Ajsám Kúreší             | Marcelo Melo Bruno Soares           | 6–1, 6–3                          |
| 2012 | Marcelo Melo Bruno Soares (2)          | Robert Lindstedt Nenad Zimonjić     | 6–7(4–7), 7–5, [10–6]             |
| 2013 | Ajsám Kúreší (2) Jean-Julien Rojer (2) | Jonas Björkman Robert Lindstedt     | 6–2, 6–2                          |
| 2014 | Eric Butorac (2) Raven Klaasen         | Treat Conrad Huey Jack Sock         | 6–4, 6–3                          |
| 2015 | Nicholas Monroe Jack Sock              | Mate Pavić Michael Venus            | 7–5, 6–2                          |
| 2016 | Elias Ymer Mikael Ymer                 | Mate Pavić Michael Venus            | 6–1, 6–1                          |
| 2017 | Oliver Marach Mate Pavić               | Ajsám Kúreší Jean-Julien Rojer      | 3−6, 7−6(8−6), [10−4]             |
| 2018 | Luke Bambridge Jonny O'Mara            | Marcus Daniell Wesley Koolhof       | 7–5, 7–6(10–8)                    |
| 2019 | Henri Kontinen Édouard Roger-Vasselin  | Mate Pavić Bruno Soares             | 6–4, 6–2                          |
| 2020 | zrušeno kvůli pandemii koronaviru      | zrušeno kvůli pandemii koronaviru   | zrušeno kvůli pandemii koronaviru |
| 2021 | Santiago González Andrés Molteni       | Ajsám Kúreší Jean-Julien Rojer      | 6–2, 6–2                          |
| 2022 | Marcelo Arévalo Jean-Julien Rojer (3)  | Lloyd Glasspool Harri Heliövaara    | 6–3, 6–3                          |
| 2023 | Andrej Golubjev Denys Molčanov         | Juki Bhambri Julian Cash            | 7–6(10–8), 6–2                    |
| 2024 | Harri Heliövaara Henry Patten          | Petr Nouza Patrik Rikl              | 7–5, 6–3                          |

### Ženská dvouhra
| Rok  | vítězka             | finalistka        | výsledek      |
| ---- | ------------------- | ----------------- | ------------- |
| 1975 | Virginia Wadeová    | Françoise Durrová | 6–3, 4–6, 7–5 |
| 1976 | nehráno             | nehráno           | nehráno       |
| 1977 | nehráno             | nehráno           | nehráno       |
| 1978 | nehráno             | nehráno           | nehráno       |
| 1979 | Billie Jean Kingová | Betty Stöveová    | 6–3, 6–7, 7–5 |
| 1980 | Hana Mandlíková     | Bettina Bungeová  | 6–2, 6–2      |

### Ženská čtyřhra
| Rok  | vítězky                             | finalistky                           | výsledek |
| ---- | ----------------------------------- | ------------------------------------ | -------- |
| 1975 | Françoise Durrová Betty Stöveová    | Evonne Goolagongová Virginia Wadeová | 6–3, 6–4 |
| 1976 | nehráno                             | nehráno                              | nehráno  |
| 1977 | nehráno                             | nehráno                              | nehráno  |
| 1978 | nehráno                             | nehráno                              | nehráno  |
| 1979 | Betty Stöveová Wendy Turnbullová    | Billie Jean Kingová Ilana Klossová   | 7–5, 7–6 |
| 1980 | Mima Jaušovecová Virginia Ruziciová | Hana Mandlíková Betty Stöveová       | 6–2, 6–1 |

## Galerie Kungliga tennishallen

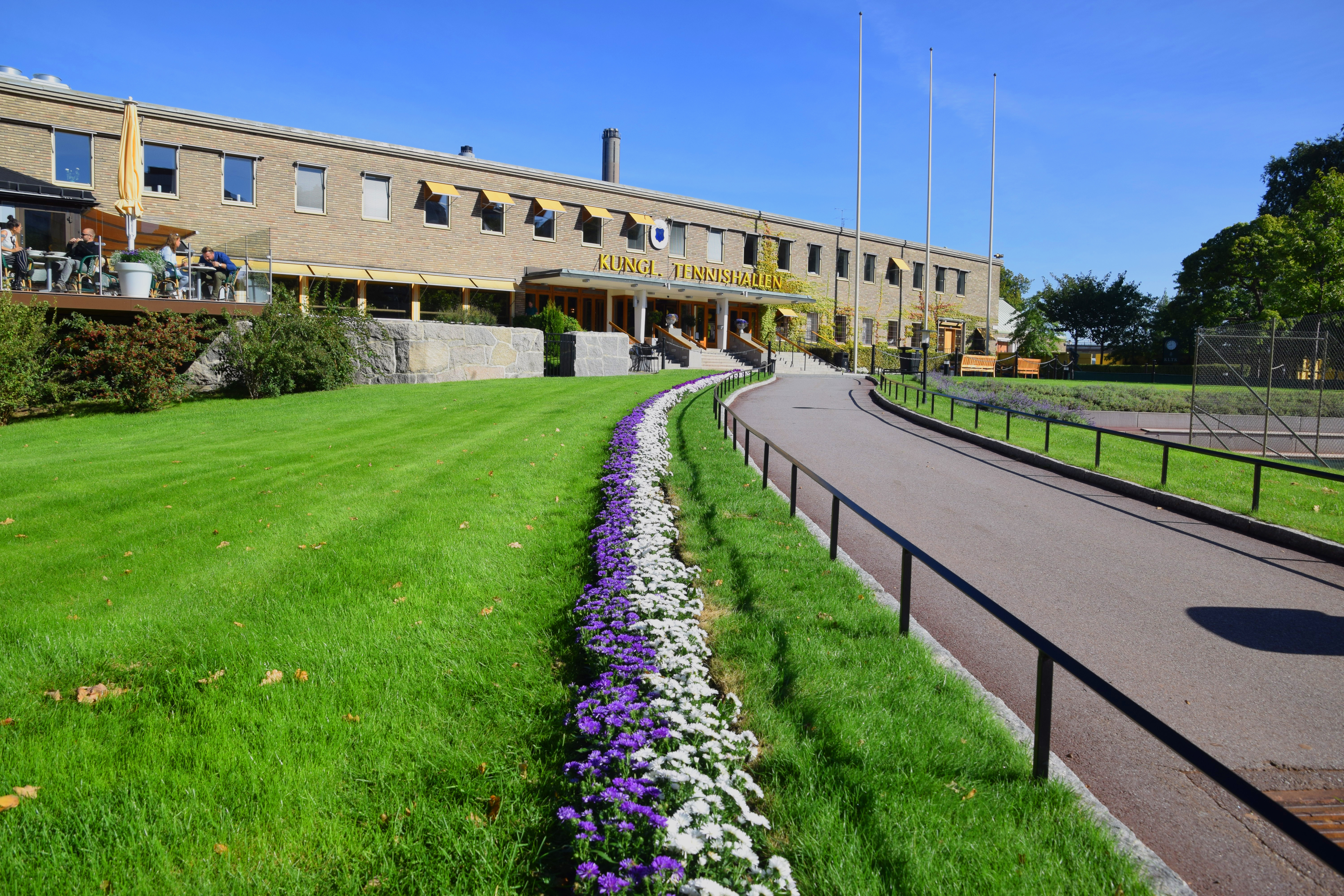
Exteriér haly
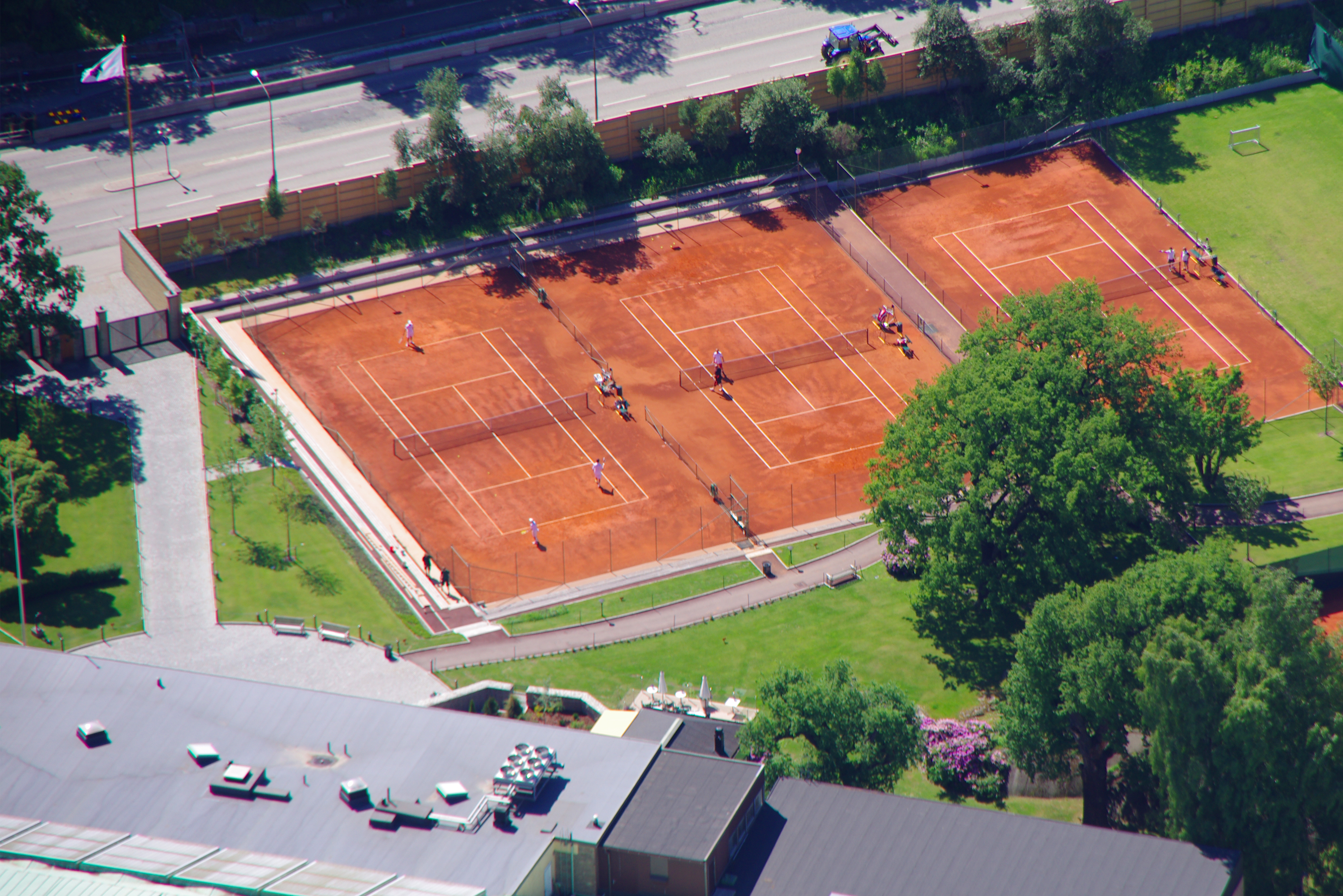
Antukové dvorce před halou
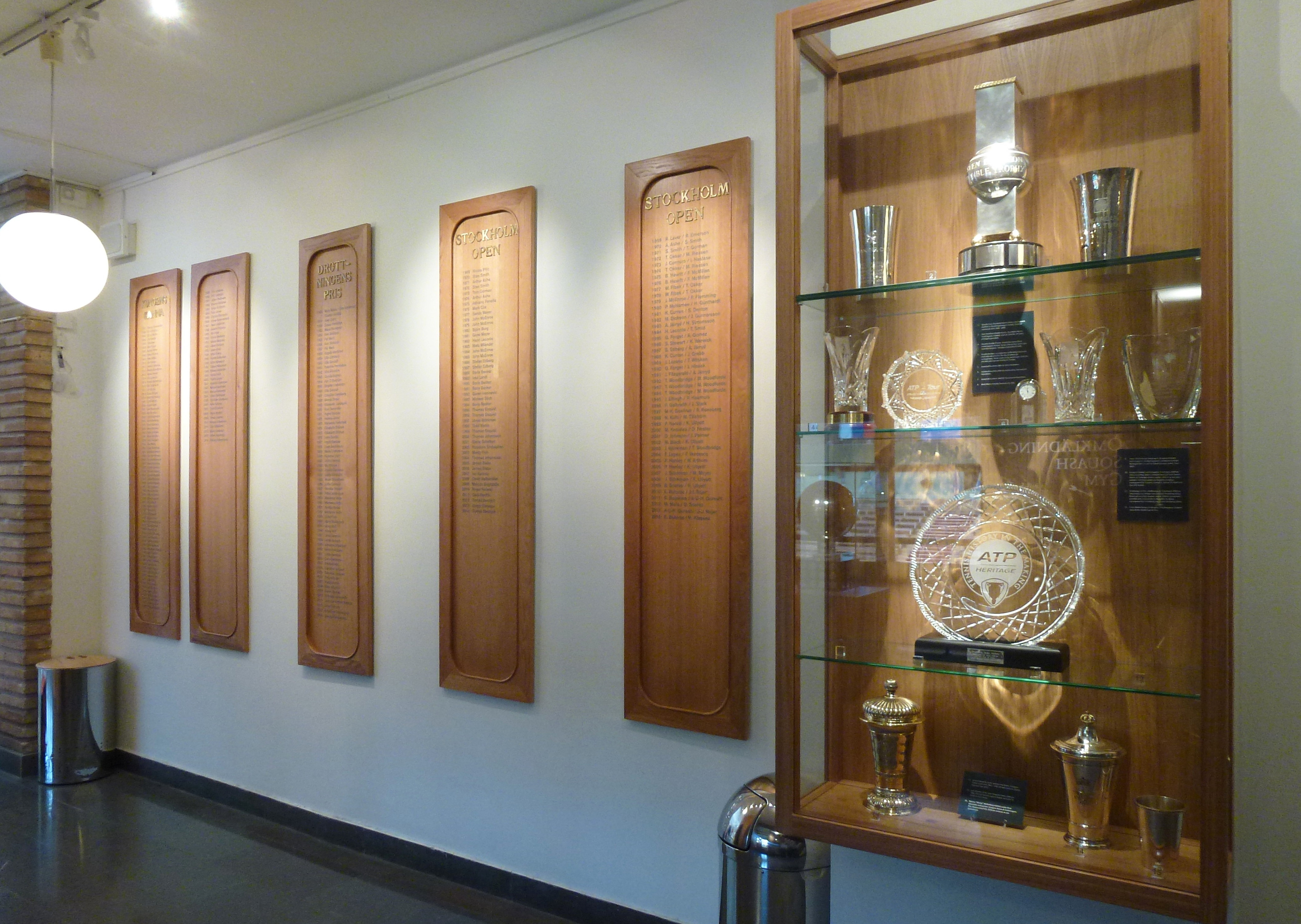
Tabule vítězů
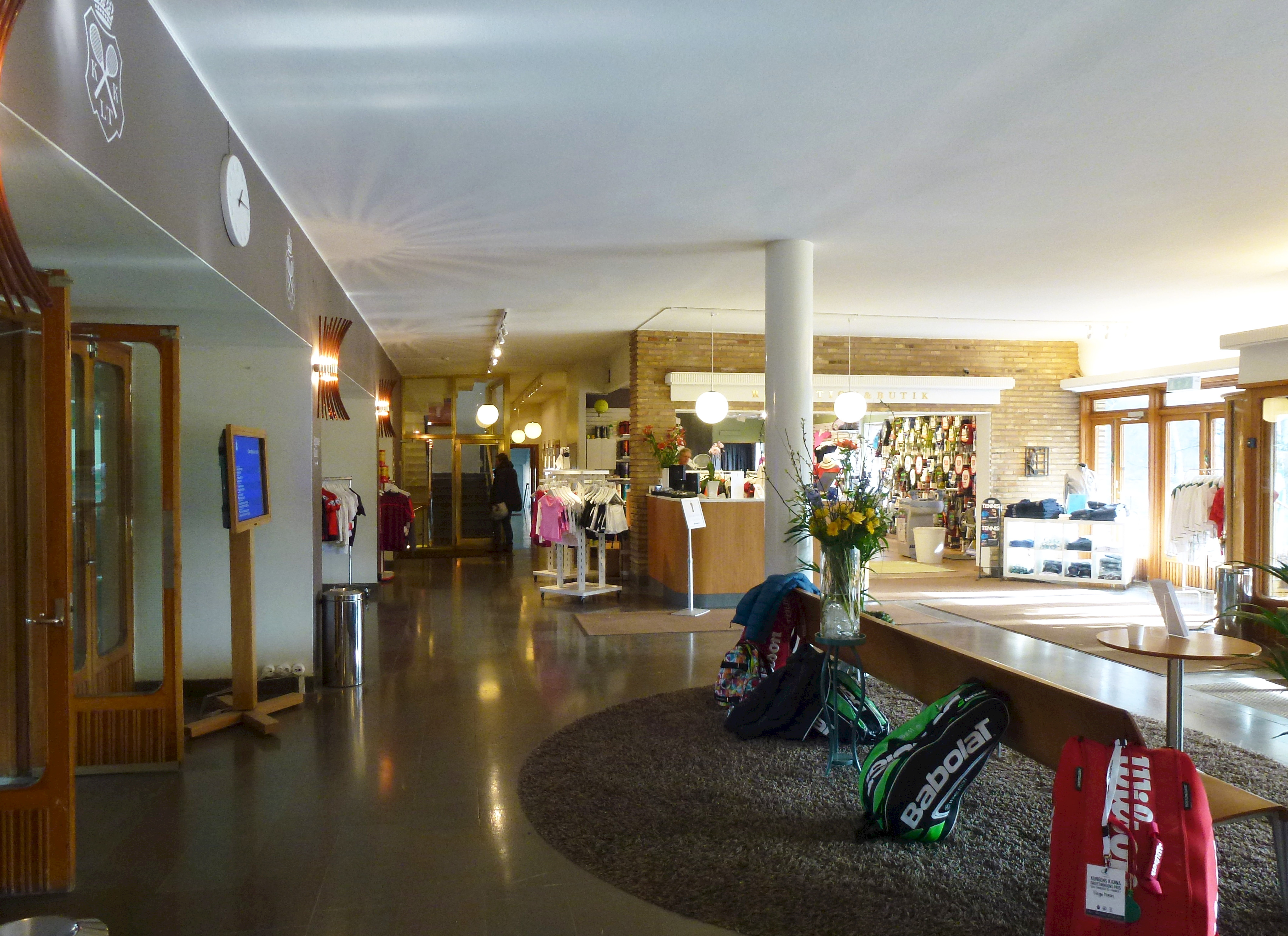
Atrium
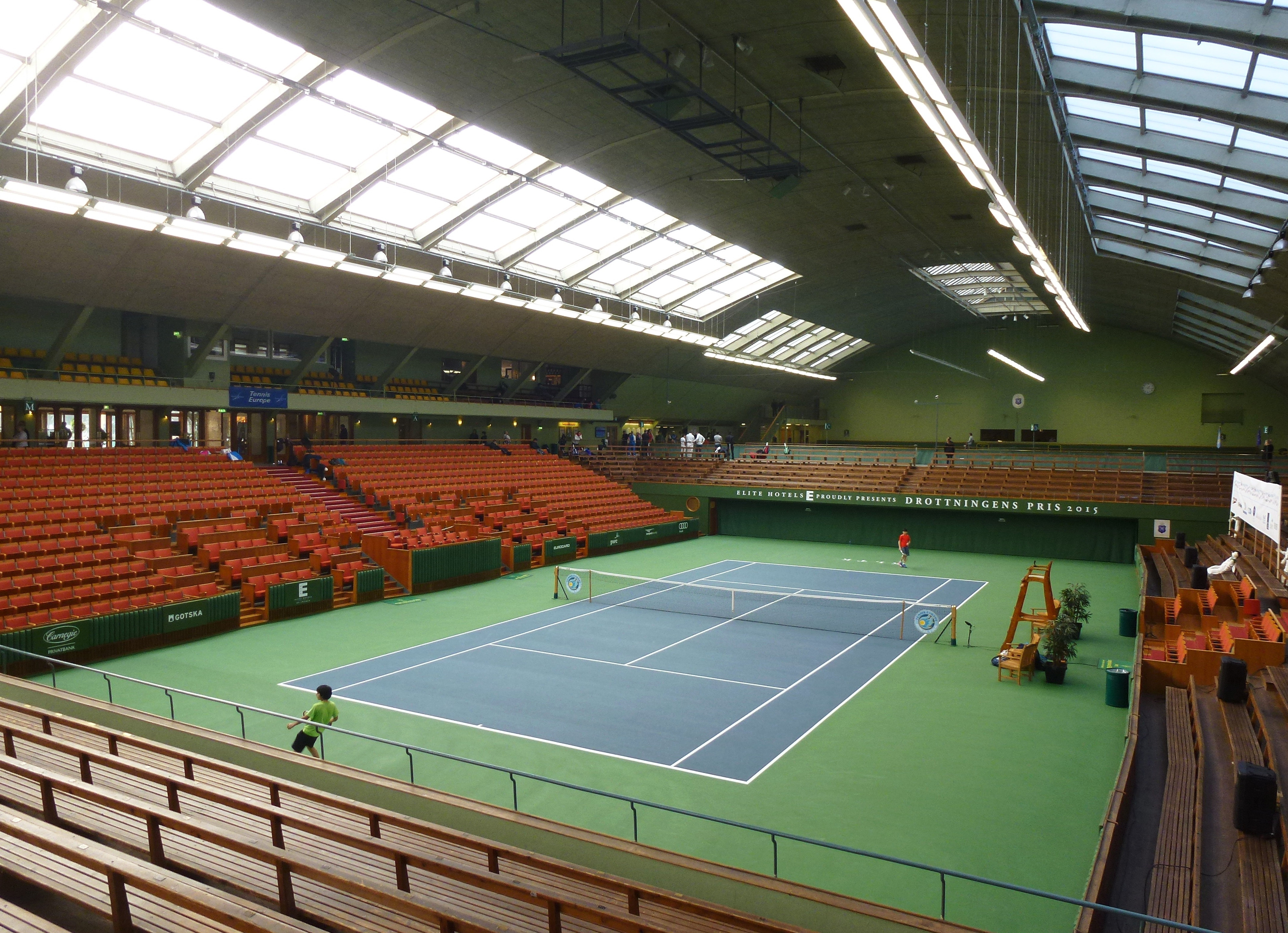
Tenisový dvorec